# Scherhol
Die Scherhol (506 m) (nach TK 50 507 m) ist ein unmittelbar südlich der Wieslauter am Weitwanderweg GR 53 und westlich von Weißenburg gelegener Berg im Wasgau (französisch Vasgovie), ein Gebiet dessen französischer Teil dort auch als Nordvogesen bezeichnet wird.

## Geschichte
Auf der Scherhol als Endpunkt der Weißenburger Linien wurde 1708 unter dem Maréchal de Villars eine Redoute errichtet, deren Reste noch zu sehen sind. 1795 wurde eine Station des optischen Telegraphen von Paris nach Mainz aufgestellt. 1875 errichtete die deutsche Verwaltung eine trigonometrische Pyramide. Seit 1884 stand der vom Vogesenclub unterhaltene und als Aussichtsturm betriebene hölzerne Signalturm auf dem Gipfel. Als dieser baufällig wurde, wurde er 1894 durch einen 14,6 m hohen runden, nach oben leicht konischen steinernen Turm mit einer Aussichtsplattform aus Werkstein ersetzt, der am 28. Juli 1895 eingeweiht wurde. Eine 1906 angebrachte bronzene Orientierungstafel wurde während des Ersten Weltkriegs entfernt. Beim Rückzug der deutschen Truppen im Zweiten Weltkrieg wurde der Turm im März 1945 gesprengt. Wiederaufbaupläne wurden nicht ausgeführt, das Material wurde zum Bau des Chalet-Refuge am Col du pigeonnier verwendet.

## Tourismus

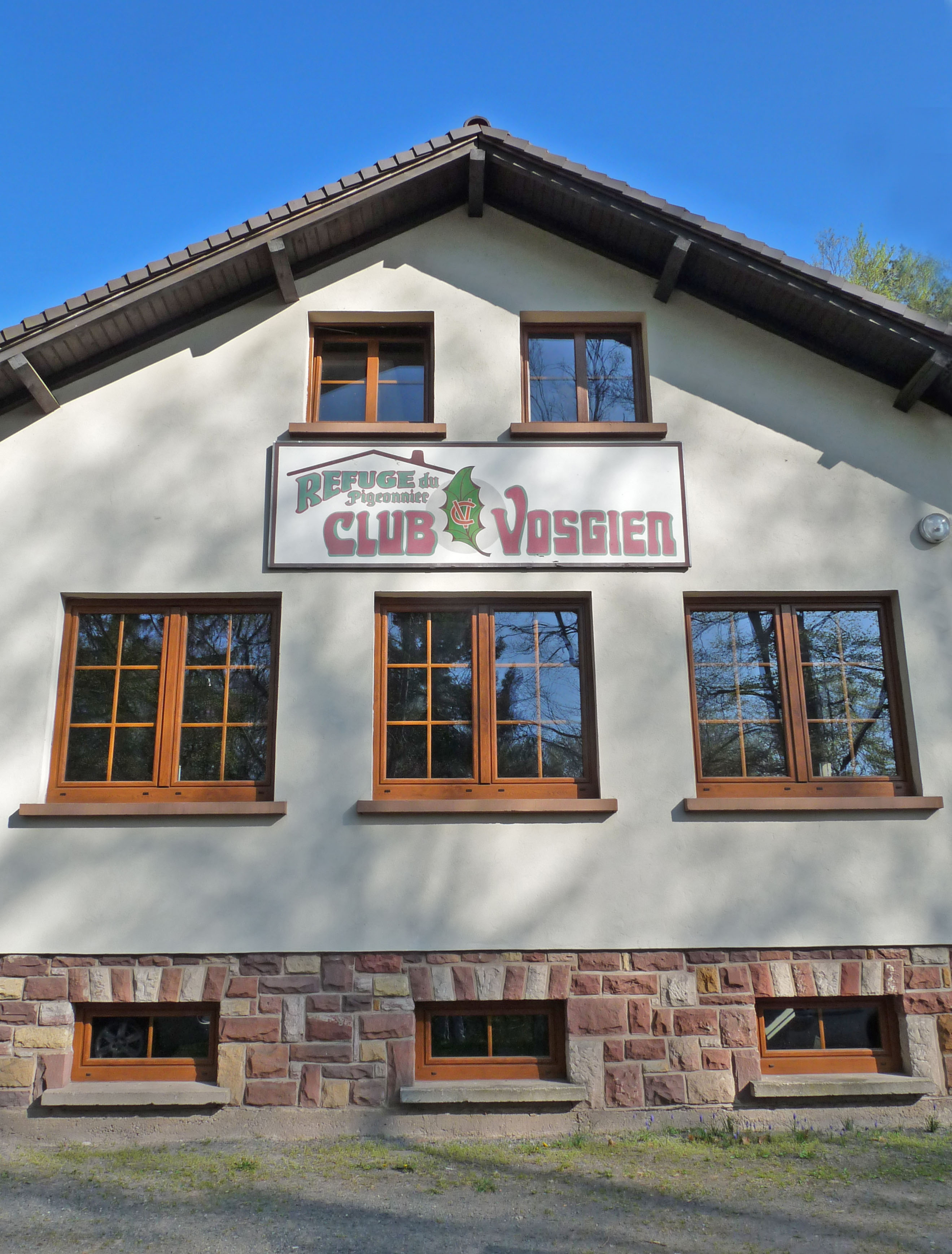
Schutzhaus des Vogesenclubs

Die Scherhol wird von Weißenburg auf der GR 53 oder vom Col du Pigeonnier (mit Schutzhaus des Vogesenclubs) an der Straße von Weißenburg nach Climbach besucht. Eine weitere markierte Aufstiegsmöglichkeit besteht von Sankt Germanshof aus.